# Tittenhurst Park
Tittenhurst Park est une ancienne maison de campagne géorgienne classée au grade II, située dans un domaine de 29 hectares à Beggar's Bush, près d'Ascot, à la frontière avec la paroisse de Sunningdale, dans le comté anglais du Berkshire. 

## Historique
La maison est acquise par l'homme d'affaires et philanthrope Thomas Holloway qui y vit avec sa famille.
C'était la maison du musicien John Lennon et de Yoko Ono de la fin de l'été 1969 à août 1971. Ils l'avaient achetée à Sir Peter Cadbury (en), l'héritier de l'empire chocolatier. 
Ringo Starr et sa famille l'ont reprise jusqu'à la fin des années 1980 pour ensuite vendre la propriété à Zayed ben Sultan Al Nahyane, président des Émirats arabes unis, en 1989.